# Заслуженный артист Грузинской ССР
Заслуженный артист Грузинской ССР — почётное звание, присваивалось Президиумом Верховного Совета Грузинской ССР и являлось одной из форм признания государством и обществом заслуг отличившихся граждан. Учреждено 27 мая 1936 года.
Присваивалось выдающимся деятелям искусства, особо отличившимся в деле развития театра, музыки, кино, цирка, режиссёрам, композиторам, дирижёрам, концертмейстерам, художественным руководителям музыкальных, хоровых, танцевальных и других коллективов, другим творческим работникам, музыкантам-исполнителям за высокое мастерство, и содействие развитию искусства.
Следующей степенью признания было присвоение звания «Народный артист Грузинской ССР», затем «Народный артист СССР».
Начиная с 1919 и до указа 1936 года присваивалось звание «Заслуженный артист Республики». Присваивалось оно коллегиями Наркомпроса республик, приказами наркомов просвещения, исполкомами областных и краевых советов.
Первым награждённым в 1924 году был Али Аббасов — актёр театра.

Последним награждённым этим почётным званием в 1991 году был Тамаз Вашакидзе — артист балета, хореограф.
С распадом Советского Союза в Грузии звание «Заслуженный артист Грузинской ССР» было заменено званием «Заслуженный артист Грузии», при этом учитывая заслуги граждан Республики Грузия, награждённых государственными наградами бывших СССР и Грузинской ССР, за ними сохранились права и обязанности, предусмотренные законодательством бывших СССР и Грузинской ССР о наградах.